# Friedrich Elchlepp
Friedrich „Fritz“ Elchlepp (* 4. Juli 1924 in Biederitz; † 2. März 2002 in Rostock) war ein deutscher Marineoffizier, bei der Auflösung der NVA war er Konteradmiral der Volksmarine.

## Leben
Friedrich Karl Otto Elchlepp wuchs als Sohn des für den höheren Schuldienst ausgebildeten Studienrats Friedrich Wilhelm Elchlepp in einem sozialdemokratischen Elternhaus auf und ging nach seinem Notabitur im 17. Lebensjahr 1941 freiwillig zur Kriegsmarine. Er diente zwischen 1941 und 1945 als Wachoffizier auf U-Booten. Zum Kriegsende war er auf dem U-Boot U 3514, Typ XXI, im Range eines Oberleutnants zur See eingesetzt. Dieses U-Boot beteiligte sich an der Rettung von Flüchtlingen über die Ostsee in norddeutsche Häfen. Zeitweilig waren rund 30 Flüchtlingsfrauen und Kinder an Bord. Zuvor gehörte Elchlepp zur Besatzung von U 1206 – auch U Hai genannt –, die unter dem Befehl desselben Kommandanten, Günther Fritze (OLt.z.S), stand. Ab dem 17. Mai 1945 geriet er im norwegischen Bergen in eine mehrmonatige britische Kriegsgefangenschaft. Anschließend räumte er in der Nordsee mit dem Deutschen Minensuchdienst Seeminen und kehrte Ende 1945 zu seinen Eltern in die nunmehrige Sowjetische Besatzungszone zurück, wo sein Vater zunächst die Leitung der Schulabteilung in der Provinzialregierung Sachsen-Anhalt mit Sitz in Halle (Saale) innehatte und ab Dezember 1945 als Kurator an der Martin-Luther-Universität Halle-Wittenberg wirkte. Elchlepp beschrieb 1992 rückschauend seine geistige Haltung bei Eintritt in die Kriegsmarine und nach Rückkehr aus dem Zweiten Weltkrieg so: „Ich bin 1941 freiwillig zur Kriegsmarine gegangen, habe dann U-Boot gefahren und bin 1945 wiedergekommen. Und meine Welt war geistig zusammengebrochen. Wir hatten nichts, für das wir eintreten konnten.“
1946 trat Elchlepp nach der Zwangsvereinigung von SPD und KPD der SED bei, nachdem er zuvor in die KPD aufgenommen wurde, und studierte von 1946 bis 1949 Jura an der Rechts- und Staatswissenschaftlichen Fakultät der Universität Halle. Einer seiner Kommilitonen war Rolf Lieberwirth. Nach dem 1. Staatsexamen wurde Elchlepp Mitarbeiter des FDGB-Landesvorstandes Sachsen-Anhalt. Von 1949 bis 1950 avancierte er zum Leiter der Brandenburger Landesverwaltungsschule Königs Wusterhausen. Sein Eintritt in die Deutsche Volkspolizei erfolgte zum 28. Februar 1950. Er wurde für die aufzubauende paramilitärische Seepolizei/VP See wegen seiner militärischen Vorkenntnisse als ehemaliger Marineoffizier und seiner mehrjährigen SED-Mitgliedschaft vorgesehen. Für den in der DDR geplanten Seepolizei-Personalbestand galt der Befehl 2 der Deutschen Verwaltung des Inneren (DVdI) nicht, wonach ehemalige Gefangene aus amerikanischer, englischer und französischer Kriegsgefangenschaft für den Dienst bei der (Volks-)Polizei nicht einzustellen waren, sondern nur solche Bewerber, die aus sowjetischer Kriegsgefangenschaft kamen. Elchlepp war von 1950 bis 1951 als Inspekteur der VP Abteilungsleiter in der Hauptverwaltung Seepolizei tätig. Anschließend war Elchlepp bis 1953 Chef der Flottenbasis Ost in Wolgast, später Peenemünde. Von 1953 bis 1954 war Elchlepp Abteilungsleiter Operativ des Stabes der Volkspolizei See und anschließend bis 1956 in Vertretung von Konteradmiral Heinz Neukirchen „mit der Führung (des Stabes) beauftragt.“
Von 1956 bis 1957 absolvierte er an der sowjetischen Seekriegsakademie eine weitere Ausbildung zum Führungskader der Volksmarine. 1958 erging „ein politisch motivierter Beschluss“, wonach in „Stabs- bzw. Kommandostellen“ der NVA „ehemalige Wehrmachtsoffiziere“ bis 1960 grundsätzlich „in die Reserve zu versetzen waren“. Auf Grund einer Ausnahmeregelung konnte Elchlepp vorübergehend noch in der „Lehrtätigkeit verwendet werden“. So wurde er Stellvertreter des Kommandeurs für Ausbildung an der Offiziershochschule der Volksmarine „Karl Liebknecht“ in Stralsund-Dänholm. 1960 wurde er dann zum Havariekommissar der DDR im Kommando der Volksmarine – vom Minister für Nationale Verteidigung im Einvernehmen mit dem Minister für Verkehrswesen, Erwin Kramer  – ernannt. Die Funktion „Havariekommissar bei der Seekammer (Große Seekammer der DDR)“ war vergleichbar mit der des Bundesbeauftragten bei den Seeämtern (Oberseeamt) der Bundesrepublik Deutschland. Die Position Havariekommissar bei der Seekammer der DDR hatte Elchlepp – im militärischen Rang eines „Kapitäns zur See“ der Volksmarine – bis 1981 inne. Sie wurde danach in Seekommissar der DDR umbenannt. und er wirkte weiterhin bis 1984 bei der Untersuchung von Seeunfällen und den Verhandlungen vor der Seekammer bzw. der Großen Seekammer mit.
Am 24. September 1963 verteidigte er eine Dissertation mit dem Thema „Die Entwicklung des  Havarieverfahrens, seine Aufgabe bei der Herausbildung des sozialistischen Bewußtseins und die aktive Rolle im Kampf um den Sieg der sozialistischen Produktionsverhältnisse in der Seeschiffahrt in der DDR“ und promovierte zum Dr. jur. an der damaligen Juristischen Fakultät der Martin-Luther-Universität Halle-Wittenberg in Halle (Saale).
Elchlepp veröffentlichte 1975 als aus der Praxis kommender Fachautor Zeitschriftenbeiträge zu seerechtlichen Fragen, z. B. über den Schiffsbegriff im juristischen Sinne, zusammen mit Seerechtlern aus Lehre und Forschung. Am 30. November 1984 schied Elchlepp bei gleichzeitiger Ernennung zum Konteradmiral aus dem aktiven Wehrdienst aus. Er interessierte sich sowohl für Fragen des Seerechts als auch für die Marinegeschichte. An diesem Tag übergab er die Dienststellung „Seekommissar“ an seinen bisherigen Stellvertreter Kapitän zur See Joachim Weihs.

## Ehrenamtliche (gesellschaftliche) Tätigkeit
Fritz Elchlepp engagierte sich gesellschaftlich besonders im Seesport. Er setzte sich dafür ein, dass die Internationale Finn-Association die Finn-Segler für 1969 erneut nach 1961 zu einer Europameisterschaft nach Rostock-Warnemünde einladen konnte, die vom 8. bis zum 17. August 1969 stattfand. Unter seiner Leitung arbeitete das DDR-Vorbereitungskomitee ehrenamtlich für diese Finn-Europameisterschaft vor Warnemünde (Finn Dinghy European Championship). Er war Mitglied in der Gesellschaft für Seerecht der DDR und gehörte ihrem Vorstand an. Er wirkte im Arbeitskreis für Schiffahrts- und Marinegeschichte in Rostock mit und publizierte beispielsweise im Rahmen der Schriftenreihe der DDR-Seerechtsgesellschaft zusammen mit dem Völkerrechtsprofessor Gerhard Reintanz über den Völkerrechtler Hugo Grotius anlässlich dessen 400. Geburtstages. Auf der Jahreshauptversammlung am 21. Januar 1988 in Rostock wurde Elchlepp zum „Ehrenmitglied des Vorstandes“ gewählt.
Elchlepp gehörte zu den Gründungsmitgliedern der am 20. Juli 1990 im Ständehaus Rostock als Verein gegründeten Marine-Offizier-Messe Rostock und übte dort die Funktion des Messeältesten aus. Er stellte sich 1992 als Zeitzeuge für den Wiederaufbau des Hochschulwesens nach 1945 in der Sowjetischen Besatzungszone auf einer wissenschaftlichen Konferenz zur Verfügung, insbesondere für die Entwicklung des politischen Geschehens an der Martin-Luther-Universität Halle-Wittenberg. Zu juristischen Aspekten der Piraterie referierte Elchlepp nach der Wiedervereinigung auf einem Symposium zur Schiffahrts- und Marinegeschichte vom 25. bis 26. Mai 2000 in Hamburg, das von der Deutschen Gesellschaft für Schiffahrts- und Marinegeschichte e. V. veranstaltet wurde.

## Fachberatung bei maritimen TV-Filmen
Friedrich Elchlepp übernahm nach seiner aktiven Dienstzeit als Seekommissar der DDR gelegentlich die Fachberatung für Fernsehfilme. Vom Ostseestudio des Fernsehens der DDR wurde kurz vor der friedlichen Revolution in der DDR die Fernsehspielreihe „Vor dem Seeamt“ ins Leben gerufen. Elchlepp beriet die Dramaturgie der beiden produzierten Folgen. Die erste Folge wurde am 16. Oktober 1989 ausgestrahlt und lief unter dem Titel Der Untergang der Cimbria sowie die zweite unter dem Titel Tote an Bord. Letztere wurde nach der deutschen Wiedervereinigung im Oktober 1990 im Fernsehen der Bundesrepublik gezeigt. Elchlepp wirkte auch als Berater für den 1992 produzierten TV-Film Das letzte U-Boot, bei dem Frank Beyer Regie führte.

## Familie
Elchlepp heiratete in den 1940er Jahren Waltraut, geborene Buchholz. Zu dieser Zeit wohnte er wie sein Vater, der Ober-Regierungsrat Friedrich Elchlepp, in Halle an der Saale.

## Auszeichnungen
- Vaterländischer Verdienstorden in Bronze (1966)[29] und in Silber (1980)[30]
- Kampforden „Für Verdienste um Volk und Vaterland“ in Gold

## Veröffentlichungen (Auswahl)
- Der Begriff des Kriegsschiffes im gegenwärtigen Völkerrecht. In: Militärwesen, Jahrgang 26. (1982), Nr. 7 (Juli), S. 57–64; ISSN 0323-4894.
- Katastrophe des Motortankers 'Amoco Cádiz' – 6 Jahre danach. In: Zeitschrift Seewirtschaft, Berlin, 16. Jahrgang (1984) Heft 4 (April), S. 165–169, ISSN 0037-0886.
- Das Flaggenrecht von Seeschiffen und ihre Immunität. In: Militärwesen, Jahrgang 26. (1982) Nr. 10, S. 26; ISSN 0323-4894.
- Friedrich Elchlepp u. a.: Volksmarine der DDR. Deutsche Seestreitkräfte im Kalten Krieg. Mittler Verlag, Hamburg 2000, 2. durchgesehene Auflage; ISBN 3-8132-0715-3.
- mit Manfred Kretzschmar: Katastrophen auf See. Die Seeunfälle der zivilen DDR-Schifffahrt. Rostock 2002, ISBN 978-3-935319-46-1.
- Gründung der Seestreitkräfte der DDR. In: Schiff und Zeit, 1995[31]
- mit Manfred Kretzschmar: Auf Kollisionskurs. Die Verhandlungen der DDR-Seekammer.Rostock 2009 (3. Auflage) mit Abb. F. Elchlepps bei einer Seekammerverhandlung (Foto: Dieter Flohr); ISBN 978-3-938686-25-6.
- Vorwort für die Veröffentlichung Sicherheit auf See seines Nachfolgers Joachim Weihs.[32]